# Обермошель
Обермошель (нем. Obermoschel) — город в Германии, в земле Рейнланд-Пфальц. 
Входит в состав района Доннерсберг. Подчиняется управлению Альзенц-Обермошель.  Население составляет 1108 человек (на 31 декабря 2010 года). Занимает площадь 10,15 км². Официальный код  —  07 3 33 054.